# Daouda Karaboué
Daouda Karaboué (Abidjan, 11 dicembre 1975) è un pallamanista francese.

## Carriera
Ha vinto due medaglie d'oro olimpiche nella pallamano con la nazionale maschile francese, trionfando ai Giochi olimpici estivi di Pechino 2008 e Londra 2012.
Inoltre con la sua nazionale ha conquistato anche due medaglie d'oro (2009 e 2011) e una di bronzo (2005) ai campionati mondiali, due medaglie d'oro (2006 e 2010) e una di bronzo (2008) ai campionati europei.

## Palmarès
- Giochi olimpici estivi:

Pechino 2008: oro;
Londra 2012: oro;
- Mondiali

Tunisia 2005: bronzo;
Croazia 2009: oro;
Svezia 2011: oro;
- Europei

Svizzera 2006: oro;
Norvegia 2008: bronzo;
Austria 2010: oro;